# Chesneya astragalina
Chesneya astragalina är en ärtväxtart som beskrevs av Hippolyte François Jaubert och Édouard Spach. Chesneya astragalina ingår i släktet Chesneya och familjen ärtväxter. Inga underarter finns listade i Catalogue of Life.